# FIM-43 (ミサイル)
FIM-43 レッドアイ（英語: Redeye）は、ジェネラル・ダイナミクス社コンベア部門が開発した携帯式防空ミサイルシステムである。アメリカ陸軍の12.7mm機関銃を代替する野戦防空兵器として開発され、1967年より配備を開始した。1974年の生産終了までに33,000セット以上が生産された。

## 開発に至る経緯

### 低高度防空能力強化の試み
現代戦における歩兵の任務の困難さを踏まえて、1946年5月、戦争省装備委員会は、国家が生産できる最高の装備を歩兵に提供することの重要性を強調した。対空兵器については、既存の12.7mm機関銃は射程・速度ともに不足であると結論され、速度1,000 mph (Mach 1.3)の敵機に対して200–2,500 yd (180–2,290 m)という近距離での使用に適した対空機関銃の開発を勧告した。この勧告を踏まえて、陸軍武器科では1948年6月よりスティンガー計画に着手し、レーダー射撃統制システムと連動した15.2mm機関銃の開発を進めていたが、有効射程14,000 ft (4,300 m)という新しい要件を満たせないと判断され、1951年には計画中止となった。同計画では続いて37mmリヴォルヴァーカノンが開発されたものの、こちらは信頼性の問題を克服できず、やはり中止された。
1950年12月に陸軍装備開発指針（AEDG）を発表するにあたり、検討委員会は、さしあたり歩兵用兵器として12.7mm機関銃を維持するよう勧告する一方、より長射程・高精度・高発射速度の低高度用対空兵器の必要性を強調した。1950年にロンドンで開催された三者協議でも、1950年代においては低高度の航空機に対して現用の12.7mm機関銃はまだ有効であろうが、1960年以降には、高度1,000 ft (300 m)以下において速度800 mph (Mach 1.1)の航空機に対抗できる新しい対空兵器が求められるであろうと結論された。1953年から1957年にかけて行われていたオクトパス計画では12.7mm、15.2mmおよび20mm口径の機関銃・砲、また1951年から1956年にかけて行われていたポーキュパイン計画では70mmロケットの64連装発射機が検討されていたが、いずれも実現しなかった。
1950年代半ばまでに高・中高度防空 (HIMAD) 兵器が長足の進歩を遂げたことで、これらを避けて低高度で侵入してくる航空機の割合が増えると予測されたが、この時点で配備されていた低高度防空兵器である12.7mm機関銃と40mm機関砲は急速に陳腐化しつつあった。1954年に発表された改訂版AEDGでは低高度目標に対処可能で全ての要員に配備できる対空兵器の必要性を再定義し、高度10,000 ft (3,000 m)以下の経空脅威に対抗する兵器の提供を最優先するよう勧告した。この勧告には、高度1,000 ft (300 m)までをカバーする全要員用対空兵器も盛り込まれており、そのための射撃統制システムは、操作性を損なうことなく兵器に装着できるよう小型化された軽量で頑丈な照準器とされ、射手だけで操作できるものとされた。また視界が悪い状態でも使えるように、赤外線による光波ホーミング誘導の可能性が検討されることになった。

### レッドアイ計画の発足
海軍のミサイル開発担当業者としての経験を活かして、1955年、ジェネラル・ダイナミクス社コンベア部門は戦闘地域で戦闘部隊と支援部隊を守るための全要員用対空兵器の要件を満たすため、超軽量で携行可能な低高度ミサイル・システムの実行可能性調査を開始した。1956年1月、コンベア部門は、会社独自の資金によってコンセプト開発のための11か月の設計プログラムに着手した。試作したミサイルは赤外線誘導を用いることからレッドアイと称され、8時間の風洞試験が行われたほか、400時間に及ぶアナログコンピュータ解析に基づいて誘導性能が予測された。コンベア部門はこれらの実験を踏まえてレッドアイ・システムの詳細をまとめ、1956年11月30日には陸軍・海兵隊の代表に対してプレゼンテーションした。
1957年、AEDGに規定された全要員用携行兵器について、3社がレッドストーン兵器廠に提案を提出した。コンベア部門のレッドアイのほか、スペリー社のランサー、ノースアメリカン社のSLAM（Shoulder-Launched Anti aircraft Missile）が俎上に載せられたが、ランサーは肩撃ち式ではなく、またランサーもSLAMも1人の人員で扱うには重すぎたため、レッドアイが最善であると勧告された。評価チームはレッドアイについてもいくつかの懸念点が指摘し、更なる研究開発が必要であると勧告したものの、海兵隊は独自の評価によってレッドアイは既に開発可能な状態にあると結論した。海兵隊には、使わなければ単に失うだけとなる100万ドルの研究開発資金があったため、陸軍に対して、この資金をレッドアイの開発に使うよう要請した。
1958年4月14日、陸軍と海兵隊の共同計画に基づき、レッドアイ・ミサイルの実行可能性調査および実証研究が発注された。同年6月にはレッドアイ計画が優先度1Aで正式に発足し、業務範囲はロケットモーターと機体の設計・開発を含むよう拡大された。同年12月、レッドアイ武器システムの軍事的特性（MC）についての陸軍・海兵隊の共同報告が兵器技術委員会に提出され、1959年2月19日に陸軍長官によって承認された。
まず1958年6月27日からは誘導装置を持たない飛翔体（Launch Test Vehicles: LTV）、続いて1959年3月11日からは誘導装置を備えた飛翔体（Guidance Test Vehicles: GTV）による試射が開始され、標的としては気球から吊るされた発炎筒が用いられた。これらの初期の試験は成功し、GD社は1959年7月よりレッドアイの全規模開発を開始した。しかし1960年12月までにレッドアイの複雑さと更なる技術開発の必要性が明白になり、1961年度での調達計画は断念された。その後も問題が多発し、1962年1月には計画の見直しが承認されたものの、7月初頭には再度修正された。10月には、まず基本となるレッドアイを開発した後に、より優れた性能を備えたシステムを開発するという二段構えの開発計画が提唱された。11月末にレッドアイ需品マネージャが提出した開発計画では、要求事項を満たす基本的な武器システムの開発に主眼が置かれていた。
その後も様々な問題が発生したものの、GD社は、改訂されたスケジュールで定められた目標をおおむね達成していった。1962年12月14日には、292発目の試作品が、275ノットで飛行するQF-9F無人標的機への直撃を成功させた。1963年10月には、レッドアイ計画は生産に入るか計画そのものを終了するかという段階に達しており、1964年度より調達を開始した。

## 設計
システムは順次に改良されており、1964年度での調達分はブロックI（XM-41; ミサイルはXFIM-43A）、1965年度での調達分はブロックII（XM-41E1; ミサイルはFIM-43B）、1966年度から1968年度までの調達分はブロックIII（XM-41E2; ミサイルはFIM-43C）となっており、XM-41E2は1968年12月18日にM41レッドアイ・システムとして制式化された。

### 誘導装置
上記の経緯もあり、ミサイルの誘導方式としては赤外線誘導が採用された。当初の試作機では、既に運用実績があるサイドワインダー空対空ミサイルの誘導装置が流用され、2.2 - 2.7マイクロメートルの赤外線を検知していた。ただし硫化鉛（PbS）素子による非冷却型の赤外線センサでは、目標が放射する赤外線が少ない場合や、太陽光で温められた雲や陸によるノイズが背景となっている場合、目標を捕捉することが困難になるという問題があった。
この問題はレッドストーン兵器廠での審査段階で既に指摘されており、また実際に初期の試射での失敗の一因ともなっていた。対応策として2色シーカーへの変更や冷却措置の導入が検討され、XFIM-43Aミサイルで導入されたMod.60誘導装置では、赤外線センサの素材はPbSのままで、熱電素子による冷却措置が導入された。その後、フロンガスを冷媒とした冷却措置を施したMod.60A誘導装置が開発され、FIM-43Bよりこちらに移行した。

### 弾頭部
弾頭は、XFIM-43AではXM-45、FIM-43BではXM-45E1、FIM-43CではXM-222が採用された。弾頭重量は2.35 lb (1,070 g)、炸薬としてはHTA-3が0.8 lb (360 g)搭載されている。
また信管は、XFIM-43AではXM-804、FIM-43BではXM-804E1、FIM-43CではXM-222が採用された。

### 推進装置
当初の試作機では2.75インチFFARのロケットモーターが用いられていた。その後、XFIM-43AミサイルではXM-110ロケットモーター、FIM-43CミサイルではXM-115（制式化後はM115）ロケットモーターが採用された。
M115はブースター（イジェクター）とサステナーから構成されており、ロケットエンジンの推進剤はコンポジット推進薬が採用され、ブースターではアルサイト386M、サステナーではアルサイト427Bが用いられている。ブースターの公称推力は750 lbf (3.3 kN)、0.048秒の燃焼でまずミサイルを80 ft/s (24 m/s)まで加速する。サステナーの公称推力は250 lbf (1.1 kN)、5.8秒の燃焼でミサイルをMach 1.7 (578.49 m/s)の最大飛翔速度まで加速する。

### 発射装置

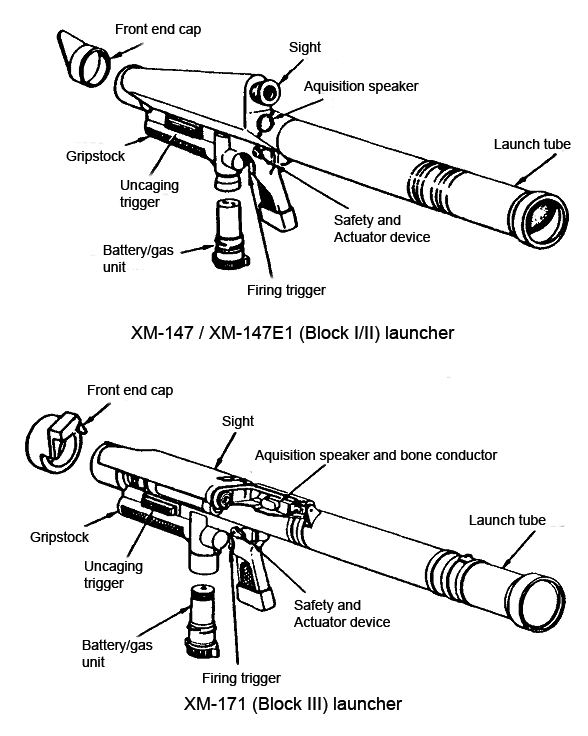
各モデルの発射機

ブロックIではXM-147、ブロックIIではXM-147E1が採用された。XM-147発射機は発射管、グリップストック、照準器付き望遠照準器アセンブリで構成されており、重量は11 lb (5.0 kg)、長さは49.7 in (1.26 m)、直径は3.61 in (9.2 cm)であった。ミサイルは工場でランチャーに密封されており、ランチャー内の空気は不活性気体で置換された。
一方、ブロックIIIではXM-171が採用された。これはXM-62オープンサイトを使用し、ミサイル側の電子機器の変更に対応するために新しい電子機器を採用した。

## 運用史

### アメリカ軍での運用
アメリカ陸軍へのレッドアイの配備は、当初計画より6年遅れの1967年10月より開始された。レッドアイは、配置中あるいは移動中の大隊・中隊規模の部隊に局地防空能力を提供するとともに、他の防空手段が利用できない飛行場やレーダー基地・ミサイル基地などの小規模拠点の防空にも使用された。広域防空に用いることはできないが、レッドアイの存在によって敵航空機に高速・高高度での活動を強いることで、ホークやナイキ・ハーキュリーズのようなHIMAD用対空兵器への脆弱性を高めて、間接的に広域防空に寄与することは期待されていた。
アメリカ陸軍・海兵隊では、戦闘機動大隊ごとにレッドアイを有する防空小隊が1個配属された。防空小隊は4-6個の射撃チームから構成されており、それぞれの射撃チームは指揮官（軍曹）と射手（特技兵）の2名で、M151小型トラックによって移動していた。
上記の経緯により、レッドアイは基本的な能力を備えた携SAMシステムと位置付けられており、より本格的な能力を備えたシステムとしてはレッドアイIIが開発されていたが、これは後にスティンガーと改称されて、その初期型であるFIM-92Aは1981年2月に初期作戦能力を達成した。これを受けて、まず1982年度より、ヨーロッパに配備されていたレッドアイはスティンガーに代替され、アメリカ本土に返送されていった。1991年度、MICOMはレッドアイの使用期限をこれ以上延長しないことに合意し、レッドアイの訓練は中止された。1995年度までに、全てのミサイルは解体の過程に入っていた。

### アメリカ国外での運用
アメリカ国外での最初の運用者はスウェーデン陸軍で、1967年に1,083セットを購入し、Rb-69として配備した。また初の実戦使用はイスラエル空軍によるもので、1982年6月に空挺大隊に配属された射撃チームがシリア空軍のMiG-23 1機を撃墜した。
1982年、エチオピアによる越境攻撃への対処のため、アメリカ政府による軍事援助パッケージの一部として、100セットのレッドアイがソマリアに提供された。また1984年には、リビアとの国境危機に際して、多数のレッドアイがスーダン政府に提供された。
1984年から85年にかけて、アフガニスタン紛争におけるムジャーヒディーンに少数のレッドアイが提供され、Su-25K攻撃機を含む多くの航空機を撃破した。また1986年には、ニカラグアのサンディニスタ民族解放戦線と戦うコントラにも少数のレッドアイが供給された。

#### 採用国一覧
- アメリカ（アメリカ陸軍、アメリカ海兵隊）[1]
- アフガニスタン[26]
- エチオピア[26]
- イスラエル[26]
- エルサルバドル[26]
- ギリシャ[26]
- サウジアラビア[26]
- スウェーデン[26]
- スーダン[26]
- ソマリア[26]
- タイ[26]
- チャド[26]
- デンマーク[26]
- 西ドイツ[26]
- トルコ[26]
- ニカラグア[26]
- ヨルダン[26]
- コントラ[26]
- 民主カンプチア連合政府[26]
- ムジャヒディン[26]
- UNITA[26]